# Osman Ali Atto
Osman Hassan Ali Atto, detto Ali Ato (in somalo: Cismaan Xasan Cali Caato; 1940 – 5 agosto 2013), è stato un politico e signore della guerra somalo.

## Biografia
Nel corso della guerra civile scoppiata dopo la caduta di Siad Barre, aderì all'Alleanza Nazionale Somala guidata da Mohammed Farah Aidid e contrapposta alla fazione di Ali Mahdi Mohamed; signore della guerra, fu nominato ministro delle finanze nell'autoproclamato governo di Aidid.
Fu arrestato nella zona di Mogadiscio sud il 21 settembre 1993, durante l'Operation Gothic Serpent.
Nel 1995 abbandonò la fazione di Aidid ed avviò un sanguinoso scontro con le sue milizie.
Dal 1997 al 2000 fece parte della Commissione esecutiva nazionale, costituitasi a seguito della Conferenza di Sodere con il compito di avviare il processo di pacificazione del Paese.
Ricoprì l'incarico di ministro dei lavori pubblici nel governo federale di transizione guidato da Ali Mohamed Ghedi.